# کیرات چولی
کیرات چولی (به انگلیسی: Kirat Chuli) یک کوه در هند است که در سیکیم واقع شده‌است. کیرات چولی ۷٬۳۶۵ متر بالاتر از سطح دریا واقع شده‌است.